# Sclerozythia brassicae
Sclerozythia brassicae är en svampart som beskrevs av Petch 1937. Sclerozythia brassicae ingår i släktet Sclerozythia, divisionen sporsäcksvampar och riket svampar.   Inga underarter finns listade i Catalogue of Life.